# アンネ・シャプレ
アンネ・シャプレ（Anne Chaplet、1951年4月7日 - ）は、ドイツの小説家、推理作家、翻訳家、政治学者、ジャーナリスト。女性。ニーダーザクセン州オスナブリュック出身。本名はコーラ・シュテファン（Cora Stephan）。

## 略歴
本名のコーラ・シュテファン名義で政治と戦争に関する著作を10冊程度出版したのち、1998年、正体を隠してアンネ・シャプレ名義で長編ミステリ小説『カルーソーという悲劇』（原題『カルーソーはもう歌わない』 Caruso singt nicht mehr）を発表し小説家デビュー。この作品はドイツの各種メディアの書評で絶賛された。同書に始まるシリーズの第3作"Nichts als die Wahrheit"（2000年）と第5作"Schneesterben"（2003年）はドイツ・ミステリ大賞をどちらも第2位で受賞している（この賞は受賞作として毎年第1位から第3位までの3作品が選出される）。
また、第5作はラジオ・ブレーメン・ミステリ賞も受賞している。
2002年の第4作まではアンネ・シャプレとしての偽のプロフィールを著書に掲載していたが、その後自ら正体を明かした。その後も小説の発表はアンネ・シャプレ名義で行っている。2010年以降、アンネ・シャプレ名義の長編ミステリ小説"Schrei nach Stille"（2008年）に登場させた架空の作家Sophie Winterの名義でも小説を発表している。

## 日本語訳作品
- カルーソーという悲劇 （訳：平井吉夫、2007年5月、東京創元社 創元推理文庫、ISBN 978-4488234027）（Caruso singt nicht mehr (1998)）

## アンネ・シャプレ名義の著作
パウル・ブレーマー、カレン・シュタルク検事、グレゴール・コジンスキー警部シリーズ
- Caruso singt nicht mehr (1998) - 『カルーソーという悲劇』
- Wasser zu Wein (1999)
- Nichts als die Wahrheit (2000)
- Die Fotografin (2002)
- Schneesterben (2003)
- Erleuchtung (2012)

女性獣医師カタリナ・ツァヴィッツ・シリーズ
- Russisch Blut (2004)
- Doppelte Schuld (2007)

その他
- Sauberer Abgang (2006) - カレン・シュタルクが少しだけ登場
- Schrei nach Stille (2008)